# Exidy Sorcerer
Exidy SORCERER (SORCERER) је био кућни рачунар фирме Exidy који је почео да се производи у САД од 1978. године.
Користио је Zilog Z80 A као микропроцесор. RAM меморија рачунара је имала капацитет од 8 KB, касније 16KB (до 48 KB). 
Као оперативни систем кориштен је CP/M (уз опциони додатак са диск драјвом).

## Детаљни подаци
Детаљнији подаци о рачунару SORCERER су дати у табели испод.
|                       |                                                                         |
| [ 1 ]                 |                                                                         |
| Произвођач            |                                                                         |
| Тип                   | кућни рачунар                                                           |
| Меморија              | 8 KB, касније 16 (до 48 )                                               |
| Поријекло             | Сједињене Америчке Државе                                               |
| Година                | 1978                                                                    |
| Тастатура             | тастатура са пуним помаком тастера, 79 тастера са нумеричком тастатуром |
| Процесор              |                                                                         |
| Фреквенција процесора | 2,106 .                                                                 |
| RAM                   | 8 KB, касније 16KB (до 48 )                                             |
| ROM                   | 8                                                                       |
| Текст                 | 64 знакова x 32 линије                                                  |
| Графика               | 128 програмибилних графичких знакова                                    |
| Боја                  | једна боја                                                              |
| Звук                  | ако је звучник повезан на пинове 1 и 4 паралелног порта.                |
| Димензије             | 48,3 (ширина) 32,8 (дубина) 9,7 (висина)                                |
| Портови               |                                                                         |
| Оперативни систем     | (уз опциони додатак са диск драјвом)                                    |